# François Vasse
François Vasse, né le 13 novembre 1907 à Croisilles et mort le 5 janvier 1974 à Ficheux, est un footballeur international français.

## Biographie
Son poste de prédilection est défenseur. Il ne compte qu'une sélection en équipe de France de football, France-Tchécoslovaquie à Colombes au Stade olympique Yves-du-Manoir en 1934.

### Clubs successifs
- RC Arras

### Carrière
En gênant son gardien de but, Alex Thépot sur une action anodine à une minute de la fin du match, François provoqua involontairement le but tchèque, synonyme de défaite pour la France. Pour ce geste involontaire qui coûta cher, il fut privé à tout jamais de sélection et occupa son temps à l'animation de son club d'Arras, dont il devint le secrétaire général.